# Karel Potůček
Karel Potůček (19. listopadu 1833 Praha – 14. prosince 1917 Praha) byl rakouský politik české národnosti z Čech, poslanec Českého zemského sněmu.

## Biografie
Narodil se v Praze do rodiny lékárníka Josefa Potůčka a jeho manželky Josefy, rozené Zieglmayerové. Působil na Blovicku jako lékárník. Od roku 1865 byl okresním starostou v Blovicích.
V 60. letech se zapojil i do vysoké politiky. V zemských volbách v lednu 1867 byl zvolen na Český zemský sněm, kde zastupoval kurii venkovských obcí, obvod Rokycany, Blovice. Mandát zde obhájil ve volbách v březnu 1867, zemských volbách roku 1870 a zemských volbách roku 1872. V rámci tehdejší pasivní rezistence, praktikované Národní stranou (staročeskou), mandát přestal vykonávat a byl zbaven mandátu pro absenci, načež byl opakovaně manifestačně volen v doplňovacích volbách roku 1873. V doplňovacích volbách roku 1874 už v tomto volebním obvodu na sněm usedl Adolf Skopec.
V závěru života pobýval na odpočinku na Královských Vinohradech. Trpěl nevyléčitelnou nemocí a v prosinci 1917 spáchal v Praze sebevraždu otrávením. V době úmrtí patřil mezi poslední tři české žijící deklaranty, tedy signatáře státoprávní deklarace českých poslanců z roku 1868, kterou tehdy podepsalo 81 poslanců.
Jeho synové Jaroslav a Bohumil Potůčkovi se aktivně věnovali rychlobruslení: Bohumil se v rámci své sportovní kariéry stal vůbec nejúspěšnějším českým rychlobruslařem 20. století.